# 三石駅
三石駅（みついしえき）は、岡山県備前市三石にある、西日本旅客鉄道（JR西日本）山陽本線の駅である。駅番号はJR-S11。

## 概要
山陽本線においては、当駅が岡山支社管内の最東端の駅となっており、船坂トンネル神戸側出入口付近の支社境を挟んで隣の上郡駅からは近畿統括本部の管轄となる。 なお、隣の上郡駅との駅間距離12.8kmは、2024年3月16日にそれまで最長であった北陸本線敦賀駅 - 南今庄駅間（16.6km）がハピラインふくいに経営移管されたことに伴い、JR西日本管内の在来線で最長の駅間距離となっている(2位は広島県の本郷駅～河内駅間)。

## 歴史
当駅が仮開業した際、兵庫県内に駅があった。翌年に岡山駅まで路線が延伸されると同時に、現在の場所へ駅が移転した。

### 年表
- 1890年（明治23年）12月1日：山陽鉄道の仮駅として兵庫県内に開設[3]。船坂隧道東口（現在地より神戸寄り約3.2km）[4]にあった。
- 1891年（明治24年）3月18日：山陽鉄道当駅 - 岡山駅間延伸。同時に岡山県の現在地に移転、本開業[1]。旅客・貨物取扱開始[1]。
- 1906年（明治39年）12月1日：山陽鉄道の国有化[1]、官設鉄道の駅となる。
- 1909年（明治42年）10月12日：線路名称制定。山陽本線の所属となる。
- 1983年（昭和58年）12月25日：貨物取扱廃止[1]。駅西側にある三石耐火煉瓦工場へ専用線が続き、製品発送を行っていた。
- 1984年（昭和59年）2月1日：荷物扱い廃止[1]。
- 1987年（昭和62年）4月1日：国鉄分割民営化に伴い、JR西日本の駅となる[1]。
- 2016年（平成28年）6月1日：終日無人駅化[5]。
- 2018年（平成30年）9月15日：ICOCA対応簡易型自動改札機導入。ICOCAの利用が可能となる[6]。
- 2020年（令和2年）9月：駅ナンバリング導入、使用開始[7][8]。

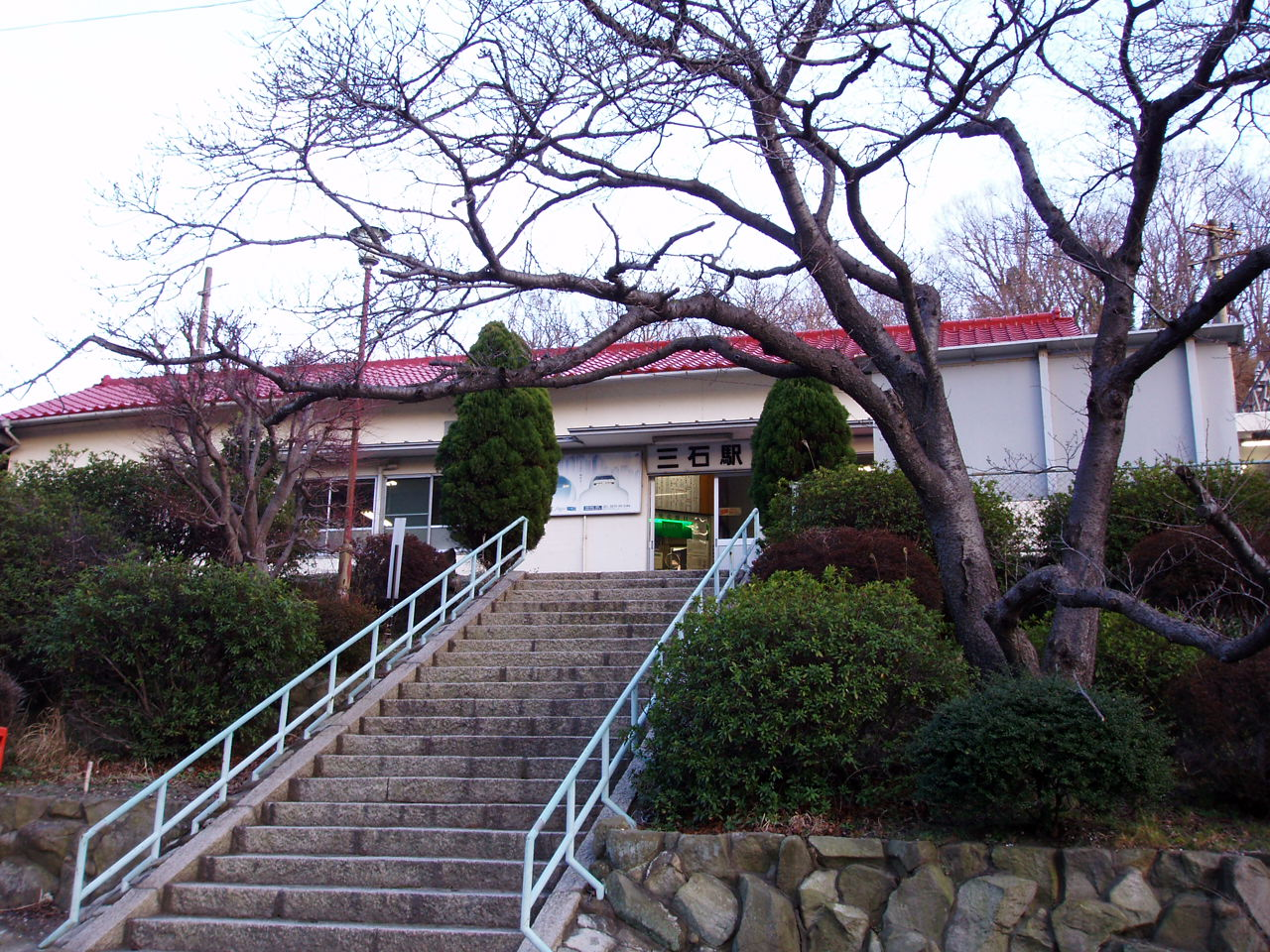
減築前の駅舎（2007年3月）

## 駅構造
島式ホーム1面2線を有する地上駅で、その他にも何本か側線がある。傾斜面上にあるため、駅舎に入るには正面階段か上郡寄りにある坂道を上る必要があり、駅舎からホームへは上り階段がある。
山陽本線岡山支社管内区間はCTC未導入の状態が続いたため、運転業務を行う関係上駅員が配置されていた。東岡山駅が管理する直営駅であり、窓口が設置されていた。2016年5月の運行管理システム稼働に伴い、吉永駅と共に同年5月31日で窓口営業を終了し翌6月1日より無人駅となり、2018年には乗務員宿泊所の改築に伴い駅舎上郡寄りが減築されたが、窓口スペースは存置されている。
ICOCAは2018年9月のエリア拡大・統合に伴い、当駅にも簡易型自動改札機（乗車券と磁気定期券は入場のみ対応）が導入されICOCAが利用可能となった。自動券売機は1000円札と硬貨のみ対応の物が設置されていたが、ICOCA利用開始までに高額紙幣とICカードチャージ対応に改修されている。
夜間滞泊設定もあり、構内に乗務員宿泊所が設置されている。

### のりば
| のりば | 路線     | 方向 | 行先           | 備考          |
| ------ | -------- | ---- | -------------- | ------------- |
| 1      | 山陽本線 | 上り | 相生・姫路方面 |               |
| 2      | 山陽本線 | 下り | 岡山・三原方面 | 一部1番のりば |

当駅で岡山方面へ折返す列車が設定されている。以前は下関発で当駅終着快速「シティライナー」があった。

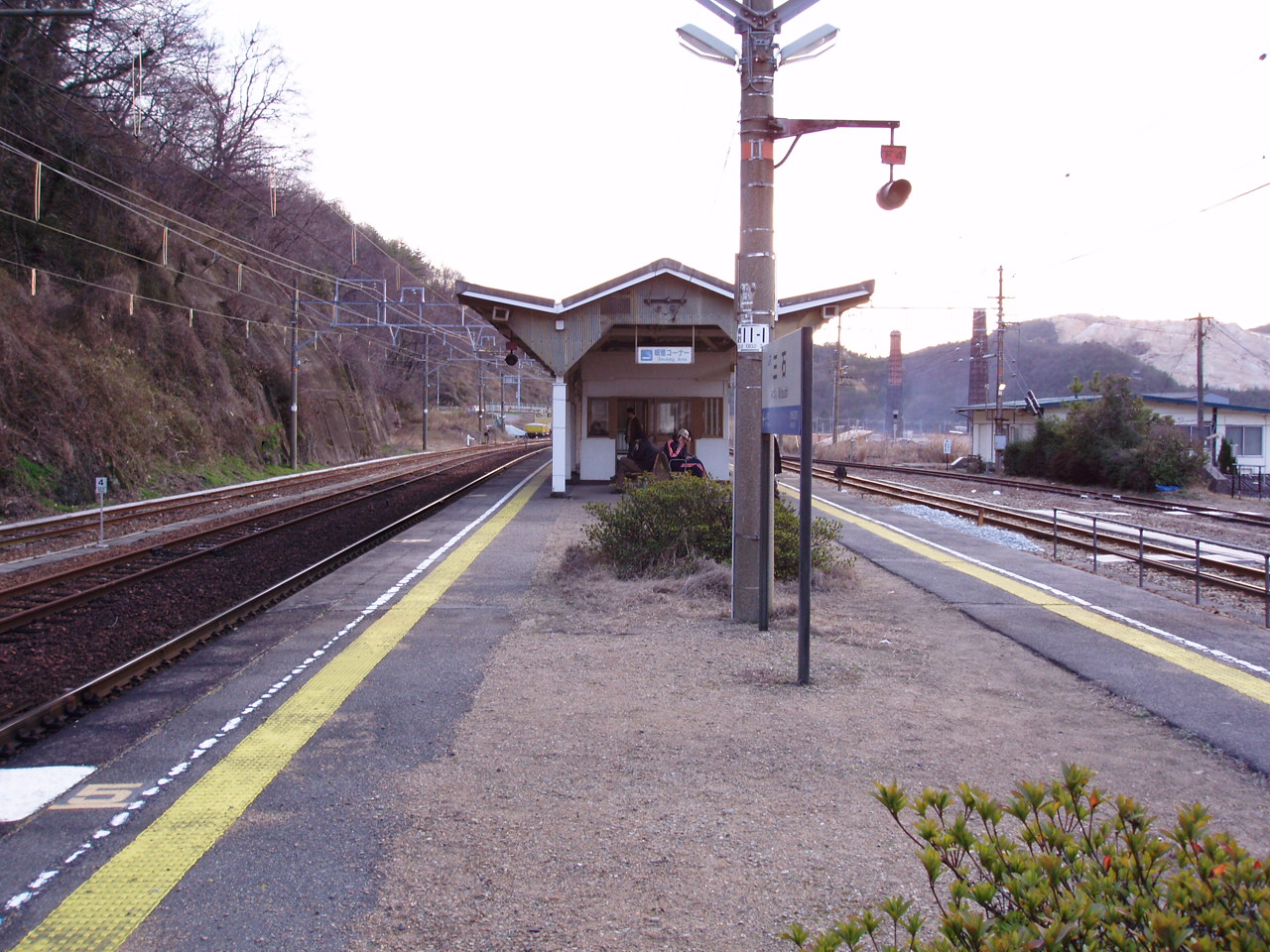
ホーム（2007年3月）

## 利用状況
近年の1日平均乗車人員の推移は以下の通り
。
| 乗車人員推移 | 乗車人員推移 |
| 年度         | 1日平均人数  |
| ------------ | ------------ |
| 1997         | 379          |
| 1998         | 373          |
| 1999         | 364          |
| 2000         | 339          |
| 2001         | 313          |
| 2002         | 289          |
| 2003         | 280          |
| 2004         | 271          |
| 2005         | 256          |
| 2006         | 255          |
| 2007         | 246          |
| 2008         | 249          |
| 2009         | 223          |
| 2010         | 214          |
| 2011         | 212          |
| 2012         | 196          |
| 2013         | 194          |
| 2014         | 187          |
| 2015         | 195          |
| 2016         | 176          |
| 2017         | 187          |
| 2018         | 180          |
| 2019         | 174          |
| 2020         | 127          |
| 2021         | 141          |

## 駅周辺
- 備前市三石出張所
- 備前市立三石中学校
- 備前市立三石小学校
- 三石郵便局
- 備前日生信用金庫三石支店
- 三石城
- 三石耐火煉瓦
- 国道2号
- 岡山県道・兵庫県道96号岡山赤穂線
- 三石運動公園

## バス路線
- 東備西播定住自立圏圏域バス「ていじゅうろう」備前ルート
- 備前市営バス三石線

## 隣の駅
西日本旅客鉄道（JR西日本）
 山陽本線
上郡駅 - 三石駅 (JR-S11) - 吉永駅 (JR-S10)